# Dynamine leucothea
Dynamine leucothea är en fjärilsart som beskrevs av Bates 1865. Dynamine leucothea ingår i släktet Dynamine och familjen praktfjärilar. Inga underarter finns listade i Catalogue of Life.